# 쇼난촌
쇼난촌(일본어: 湘南村)은 일본 가나가와현 쓰쿠이군에 있던 촌이다. 현재의 사가미하라시 미도리구의 일부에 해당한다.

## 역사
- 1889년 4월 1일 - 정촌제 시행에 의해 쓰쿠이군 쇼난촌이 성립하였다.
- 1955년 4월 1일 - 가와시리촌, 미사와촌의 일부와 합병해, 쓰야마정이 성립하여, 동일 쇼난촌은 폐지되었다.
- 2006년 3월 20일 - 쓰야마정이 사가미하라시에 편입되었다.
- 2010년 4월 1일 - 사가미하라시가 정령지정도시로 이행해, 구촌은 미도리구가 되었다.

## 교통

### 철도노선
촌내에는 철도 노선이 없다. 

### 도로
사가미강을 따라 마을을 남북으로 연결하는 도로(현 가나가와현 도로 511호 오이카미요치선)가 있다. 

## 참고 문헌
- 角川日本地名大辞典編纂委員会,『角川日本地名大辞典 神奈川県』1984, 角川書店